# Vrnograč
Vrnograč falu Bosznia-Hercegovinában, a Bosznia-hercegovinai Föderáció Una-Szanai kantonjában. Közigazgatásilag Velika Kladušához tartozik.

## Fekvése
Bosznia-Hercegovina északnyugati részén, Bihácstól légvonalban 39, közúton 58 km-re északra, Velika Kladušától légvonalban 11, közúton 16 km-re keletre levő dombos, erdős vidéken, a Velika Kladušát Bužimmal összekötő főút mentén fekszik. Pehova brdo tetején, annak meredekebb oldala fölött, a Vrnograč központjában található Vrnograč vára, melyet Bosznia-Hercegovina nemzeti műemlékévé nyilvánítottak.

## Népessége
| Nemzetiségi csoport | Népesség 1991 | Népesség 2013 |
| ------------------- | ------------- | ------------- |
| Szerb               | 37            | 1             |
| Bosnyák             | 1104          | 354           |
| Horvát              | 10            | 3             |
| Jugoszláv           | 30            | 5             |
| Egyéb               | 20            | 86            |
| Összesen            | 1201          | 449           |

## Története
A régészeti leletek alapján a település már az őskorban lakott volt, erre utal a Vrleten talált kőszekerce.
Vrnograč települést először a 13. század közepén említik írásos dokumentumok, mint a Kreščić nemzetség birtokát. IV. Béla magyar király ugyanis 1264. október 4-én kelt oklevelével hálája jeléül Kreša, Kupiš és Raka Kreščić testvéreknek a mongolok elleni harcokban tanúsított bátorságukért, különösen azért a vitézségükért, amelyet Trau várának közelében tanúsítottak Topuszka, Podzvizd és Vrnograč környékén hűbérbirtokokat adományozott. 1456-ban V. László magyar király megengedte a Kreščić nemzetség utódainak, hogy Podzvizdben és Vrnogračban várat építsenek. Míg Podzvizd kimondottan erődítményként, addig Vrnograč a reneszánsz előtti stílusú várkastélyként épült meg. 1553 után a vár többször cserélt gazdát osztrákok és az oszmánok között. 1580-ban az osztrák haditanács okirata szerint Podzvizd és Vrnograč elpusztult. 1636-ban az oszmán hadsereg újjáépítette Vrnograč falait, és 100 katonát állomásoztat benne. A vár bejárata közelében egy fából készült mecsetet építettek. 1696-ban Batthyány Ádám horvát bán visszafoglalta, majd 1697-ben ismét visszakerült az oszmánokhoz. Az erődben lévő őrség a kapitány fennhatósága alá tartozott. A 18. század első felében a török őrségnek 100 katonája, 2 nagy és 2 kisebb ágyúja volt. Az erődöt 1840-ben elhagyták.
Ma a vrnograči muszlim gyülekezet a Velika Kladusa község területének legnagyobb gyülekezete, 1416 háztartással. Az imámi szolgálatot Hazim Hadžić efendi látja el.

## Kultúra
- A "Svjetlost" Vrnograč nőegyesületet 2010. április 14-én alapították azzal a céllal, hogy megerősítsék a nőket a társadalomban és népszerűsítsék a helyi közösséget. Nyolc éves aktív munkával és elkötelezettséggel számos tevékenységet valósítottak meg humanitárius és kulturális területen. Céljuk a társadalmi élet minden területéről érkező polgárok nevelése és a környezettudatosság fejlesztése, különös tekintettel a hagyományőrzés és kulturális javak megőrzésére.[8]

- A KUD Vrnograč Kulturális és Művészeti Egyesület, Velika Kladuška önkormányzatának egyik legrégebbi kulturális és művészeti társasága 1956-ban alakult, és a mai napig számos nemzedék és egyén volt aktív tagja a tevékenységének, akik közül mindegyik a maga módján járult hozzá az egyesület fennmaradásához és sikeréhez. Az egyesületnbek a fennállása alatt számtalan koncertje és fellépése volt mind Bosznia-Hercegovinában, mind a Horvát Köztársaságban, Szlovéniában, Szerbiában, Ausztriában és Törökországban, valamint más országokban. Fellépéseikről számos díjat is hazahoztak, amelyek az egyesület vitrinjeit díszítik, és emlékeztetnek a jelenlegi és leendő tagokra.[9]

- A vrnograči Hashija és Bekir Kozlica házaspár több éves odaadó munkával őrzi a hagyományt. Aktivizmusukat a KUD Vrnograč Kulturális és Művészeti Egyesületben végzett munkájukkal fejtik ki, amelynek több mint 60 évet szenteltek együtt. Hashija több mint 40 éve tagja KUD-nak, míg Bekir a háború után csatlakozott az egyesülethez.[10]

## Oktatás
A településen 1880 óta működik általános iskola. Az elmúlt tanévhez képest az "1. Mart" Vrnograč Általános Iskola tanulói létszáma a 2023/24-es tanévben 44 tanulóval kevesebb volt, azaz 366 diák követte a tanórákat. Az adatok több mint aggasztóak, különösen, ha az elmúlt tíz év adatait nézzük. Az elmúlt tíz évben az iskola 242 diákot, vagyis 9 osztálynyi tanulót veszített. 2013-ban még 608 diákja volt, 2023-ban 366. A 2023/24-es tanévben mindössze 26 elsőévest vettek fel. A létszámcsökkenés már három területi iskola bezárását eredményezte, korábban a gradinai és a poljanai regionális iskola, a 2023/24-es tanévtől pedig a šestanovaci regionális iskola is megszűnt.

## Sport
- Az NK Mladost Vrnograč labdarúgóklubot 1971-ben alapították.

## Nevezetességei
- Vranogrács várának romjai a település központjában emelkedő Pehovo nevű magaslaton találhatók. A déli oldalt kivéve minden oldalról a falu főutcája öleli körül, míg délen a vár alatt a falu futballpályája található. Az erődítmény téglalap alaprajzú, 27x19 méteres volt. Az erőd belső falai masszívak és kőből épültek. Szélességük 80-100 centiméter, a külső falak szélessége 3 méter volt. Ezek a falak az északkeleti oldalon épültek, és védekező jellegűek voltak, míg az erőd sarkain három kör- és egy négyszögletes torony állt. Az erődítményt úgy alakították ki, hogy a külső részek nagyon jól meg voltak erősítve, ami biztonságérzetet adott a lakosságnak az ellenséges támadásokkal szemben, miközben a belül kialakított kamrák kényelmet és nyugalmat biztosítottak. Napjainkra sűrű növényzet nőtt a falai köré, ami nehezen megközelíthetővé teszi. A falmaradványokat többnyire lebontották, és anyagukat a környező építkezésékhez használták fel. A várat 1977-ben a neves boszniai régész Branka Raunig tárta fel. A vár a 4 méteres magasságú sokszögletű erődfalakból és a 32x37 méteres palotából állt, melynek magassága 8 méter volt. A palota udvarán állt a várkút. A leletek a török korból származó kerámia, üveg és vastárgyak voltak.[4]

- A falu mecsetét története során többször lerombolták és újjáépítették. A mai mecset ünnepélyes megnyitója 1935. november 8-án volt. Méretét és szépségét tekintve a környék legszebb mecsetjeihez hasonlítható. Ez a mecset is nagy károkat szenvedett a boszniai háború során, de a háború után helyreállították. Méretei 15,80×13,80 méter, a minaret 38 méter magas. Az épület 400-500 hívő befogadására alkalmas.[7]